# Hank Williams Jr.
Hank Williams Jr. Bocephus, pseudonimo di Randall Hank Williams (Shreveport, 26 maggio 1949), è un cantautore e musicista statunitense di musica country.
Noto volto della musica statunitense, Hank Williams Jr. è considerato una leggenda della musica country. Con vendite stimate di circa 75 milioni di dischi, è uno dei più popolari cantautori degli Stati Uniti.
Figlio della leggenda musicale Hank Williams Sr, durante la sua carriera Hank Jr. ha sperimentato numerosi generi musicali, spesso fondendoli tra di loro; tra le sue canzoni più note vi sono A Country Boy Can Survive e Family Tradition.

## Biografia
Figlio della celebre leggenda del country Hank Williams e della musicista Audrey Williams, egli è a sua volta padre del cantante Hank Williams III.

## Carriera
Fin dall'infanzia Hank era circondato da un ambiente fortemente musicale, in gioventù entrò infatt in contatto con musicisti di grande spessore come Jerry Lee Lewis, Johnny Cash e molti altri.
Iniziò la sua carriera musicale qualche anno dopo la morte del padre, seguendone le orme e salendo sul palco già all'età di 8 anni. La prima apparizione televisiva di Hank risale al 1964, quando era ancora quattordicenne, nella quale fu ospite nell'Ed Sullivan Show. Ottenne i primi successi reinterpretando alcune canzoni scritte dal padre, come la celebre Your Cheatin' Heart. Dopo decenni passati a trovare il suo spazio nel mondo della musica country, Hank Williams cominciò a riscuotere sempre più consensi, critici e di vendite a partire dalla fine degli anni ‘60.
A partire dagli anni ‘70, e attraversando il suo periodo di maggior successo negli anni ‘80’, Hank Williams é sempre rimasto un punto di riferimento nel mondo della musica country e ha sempre avuto delle vendite costanti ogni anno.
L'8 agosto 1975, Williams rimase quasi ucciso quando, durante un'escursione nel sud-ovest del Montana, la neve sotto di lui crollò ed egli precipitò per quasi 150 metri sulle rocce. Williams ha subito numerose lesioni del cranio e del viso e si è dovuto sottoporre a 17 interventi di chirurgia ricostruttiva, trascorrendo oltre due anni in riabilitazione. L'incidente è stato raccontato nel film autobiografico Living Proof: The Hank Williams Jr. Story. Per nascondere le cicatrici derivanti dall'incidente, Williams si è fatto crescere la barba e ha iniziato a indossare occhiali da sole e un cappello da cowboy, tutti tratti oramai distintivi della sua figura.
Nel 2020, Hank Williams è diventato membro della prestigiosa “Country Music Hall of Fame”. Negli anni, Hank ha ottenuto un incredibile numero di riconoscimenti, tra i quali 10 nomination ai Grammy Awards, di cui una vittoria.
Hank Williams non ha mai preso pause dalle registrazioni o dai tour e, al 2024, è ancora attivo musicalmente.

## Stile musicale
Polistrumentista molto dotato, egli è in grado di suonare pressoché qualsiasi strumento utilizzato nella musica popolare.
Nonostante venga considerata uno dei massimi esponenti della musica country, sarebbe riduttivo associare alla sua discografia un solo stile musicale. Nella sua carriera egli ha interpretato brani rock, blues, southern rock, outlaw country, rockabilly, rock and roll, rythm and blues e gospel.

## Vita privata

### Vita privata, relazioni e figli
Hank Williams Jr. si è sposato in totale 4 volte e dai vari matrimoni sono nati 5 figli.
Sua figlia Katherine Williams-Dunning, l'unica dei cinque figli di Williams a non intraprendere una carriera musicale, è morta il 13 giugno 2020, in un incidente d'auto all'età di 27 anni. Suo figlio Shelton si esibisce con lo pseudonimo Hank Williams III; anche gli altri suoi figli Holly Williams, Hilary Williams e Sam Williams sono musicisti. Inoltre suo nipote Coleman Williams (figlio di Hank III) si esibisce sotto come "Hank Williams IV".
La sua prima moglie fu Gwen Yeargain (dal 1971 al 1977), in seguito si sposò prima con Becky White (dal 1977 al 1983) e poi con Mary Jane Thomas (dal 1990 al 2022). Quest'ultima è morta il 22 marzo 2022, all'età di 58 anni.
Il 9 settembre 2023, Williams ha sposato la sua quarta moglie, Brandi, in una cerimonia tenutasi nella chiesa battista "Enon Church" di Banks, in Alabama.
Fortemente religioso, Hank ha interpretato più volte brani di ispirazione cristiana e gospel.

### Politica
Hank è da sempre simpatizzante del Partito repubblicano ed è stato schietto oppositore di Obama. Negli anni ha supportato numerose campagne presidenziali di candidati repubblicani, tra i quali George H.W. Bush e Mitt Romney.
Negli anni Hank ha attirato diverse critiche, come nel caso della pubblicazione del brano "If the South Woulda Won" che racconte di un'ipotetica vittoria della confederazione.
Nel 2008 Williams ha scritto il brano McCain Palin Tradition (reinterpretazione di uno dei suoi pezzi più noti, Family Tradition) in cui esaltava le politiche di John McCain e di Sarah Pain, criticando invece Obama. Nel 2012, nel corso di un concerto, attaccò Obama dicendo: “Lui è un musulmano, odia l’America e l’agricoltura”.

#### Controversia del 2011
Nel 2011, Durante un'intervista a Fox News, egli ha espresso il suo disappunto per una partita di golf giocata tra Barack Obama (democratico e all'epoca presidente) e John Boehner (repubblicano) contro vicepresidente Joe Biden e John Kasich, dicendo che la partita era "uno dei più grandi errori politici di sempre". Quando gli è stato chiesto perché la partita lo avesse turbato, Williams ha dichiarato: "Beh, sarebbe come se Hitler giocasse a golf con Netanyahu". Ha anche aggiunto che il presidente (Obama) e il vicepresidente (Joe Biden) erano "i veri nemici".
Come risultato della dichiarazione, ESPN smise di utilizzare il brano di Hank "My Rowdy Friends Are Here on Monday Night" come sigla che, dal 1989, introduceva la partita di NFL settimanale soprannominata "Monday Night Football", che è uno degli eventi sportivi più seguiti d'America.
In risposta Hank pubblicò la canzone di protesta "Keep The Change", che attaccava ESPN e la politica di sinistra degli Stati Uniti. Il brano raccolse oltre 200'000 download in soli due giorni di pubblicazione su iTunes.

## Influenza e successo
Hank Williams Jr. è uno degli artisti di maggior successo della storia degli Stati Uniti, risulta inoltre essere uno dei cantanti con il maggior numero di dischi venduti con più di 75 milioni di copie stimate. Negli anni ha piazzato 99 brani nella Hot Country Songs (classifica delle canzoni country più ascoltate secondo Billboard).
Il suo album di maggior successo è Hank Williams Jr.'s Greatest Hits, una raccolta del 1982 che ha venduto più di 5 milioni di copie.

## Discografia

### Album in studio
- Hank Williams Jr. Sings the Songs of Hank Williams (1964)
- Your Cheatin' Heart (1964)
- Connie Francis and Hank Williams Jr. Sing Great Country Favorites (1964)
- Ballads of the Hills and Plains (1965)
- Father & Son (1965)
- Blues My Name (1965)
- Country Shadows (1966)
- A Time to Sing (1967)
- My Own Way (1967)
- My Songs (1967)
- Luke The Drifter Jr. (1968)
- Songs My Father Left Me (1969)
- Luke the Drifter Jr. Vol. 2 (1969)
- Sunday Morning (1969)
- Removing The Shadow (1970)
- Luke The Drifter Jr. Vol. 3 (1970)
- Singing My Songs: Johnny Cash (1970)
- I've Got A Right To Cry (1971)
- Sweet Dreams (1971)
- All For The Love of Sunshine (1971)
- Whole Lotta Loving (1972)
- Eleven Roses (1972)
- After You, Pride's Not Hard to Swallow (1973)
- Living Proof (1974)
- The Last Love Song (1974)
- Bocephus (1975)
- Hank Williams Jr. and Friends (1975)
- One Night Stands (1977)
- The New South (1977)
- Family Tradition (1979)
- Whiskey Bent and Hell Bound (1979)
- Habits Old and New (1980)
- Rowdy (1981)
- The Pressure Is On (1981)
- High Notes (1982)
- Strong Stuff (1983)
- Man of Steel (1983)
- Major Moves (1984)
- Five-O (1985)
- Montana Cafe (1986)
- Born to Boogie (1987)
- Wild Streak (1988)
- Lone Wolf (1990)
- Pure Hank (1991)
- Maverick (1992)
- Out of Left Field (1993)
- Hog Wild (1995)
- A.K.A. Wham Bam Sam (1996)
- Three Hanks: Men with Broken Hearts (1996)
- Stormy (1999)
- The Almeria Club Recordings (2002)
- I'm One of You (2003)
- 127 Rose Avenue (2009)
- Old School New Rules (2012)
- It's About Time (2016)
- Rich White Honky Blues (2022)

## Premi
| Anno | Premio | Premiante                          |
| ---- | --- | ---------------------------------- |
| 2007 | Nashville Songwriters Hall of Fame Inductee                                                                     | Nashville Songwriters Hall of Fame |
| 2007 | CMT Giants | CMT                                |
| 2007 | Tennessean of the Year                                                                                          | Tennessee Sports Hall of Fame      |
| 2006 | Johnny Cash Visionary Award                                                                                     | CMT Music Awards                   |
| 2003 | No. 20 in CMT's 40 Greatest Men of Country Music                                                                | CMT                                |
| 1994 | Composed Theme                                                                                                  | Emmy                               |
| 1993 | Composed Theme                                                                                                  | Emmy                               |
| 1992 | Composed Theme                                                                                                  | Emmy                               |
| 1991 | Composed Theme                                                                                                  | Emmy                               |
| 1990 | Video Of The Year - There's A Tear In My Beer                                                                   | TNN/Music City News                |
| 1990 | Vocal Collaboration Of The Year - There's A Tear In My Beer                                                     | TNN/Music City News                |
| 1989 | Video Of The Year - There's A Tear In My Beer                                                                   | Academy of Country Music           |
| 1989 | Song of the Year nomination - There's A Tear In My Beer                                                         | Academy of Country Music           |
| 1989 | Single Record of the year nomination - There's A Tear In My Beer                                                | Academy of Country Music           |
| 1989 | Entertainer of the Year nomination                                                                              | Academy of Country Music           |
| 1989 | Music Video Of The Year - There's A Tear In My Beer'                                                            | Country Music Association          |
| 1989 | Vocal Event Of The Year - There's A Tear In My Beer                                                             | Country Music Association          |
| 1989 | Grammy Award for Best Country Collaboration with Vocals - There's A Tear In My Beer                             | Grammy Awards                      |
| 1988 | Entertainer Of The Year                                                                                         | Academy of Country Music           |
| 1988 | Video Of The Year - Young Country                                                                               | Academy of Country Music           |
| 1988 | Top Male Vocalist nomination                                                                                    | Academy of Country Music           |
| 1988 | Male Vocalist of the Year nomination                                                                            | Country Music Association          |
| 1988 | Album Of The Year - Born to Boogie                                                                              | Country Music Association          |
| 1988 | Entertainer Of The Year                                                                                         | Country Music Association          |
| 1988 | Grammy Award for Best Country Vocal Performance, Male nomination - Born to Boogie                               | Grammy Awards                      |
| 1987 | Top Male Vocalist nomination                                                                                    | Academy of Country Music           |
| 1987 | Song of the Year nomination - Born to Boogie                                                                    | Academy of Country Music           |
| 1987 | Single Record of the Year nomination - Born to Boogie                                                           | Academy of Country Music           |
| 1987 | Entertainer Of The Year                                                                                         | Academy of Country Music           |
| 1987 | Album of the Year nomination - Born to Boogie                                                                   | Academy of Country Music           |
| 1987 | Entertainer Of The Year                                                                                         | Country Music Association          |
| 1987 | Music Video Of The Year - My Name is Bocephus                                                                   | Country Music Association          |
| 1987 | Male Vocalist of the Year nomination                                                                            | Country Music Association          |
| 1987 | Grammy Award for Best Country Vocal Performance, Male nomination - Ain't Misbehavin                             | Grammy Awards                      |
| 1986 | Top Male Vocalist nomination                                                                                    | Academy of Country Music           |
| 1986 | Entertainer Of The Year                                                                                         | Academy of Country Music           |
| 1986 | Male Vocalist of the Year nomination                                                                            | Country Music Association          |
| 1985 | Music Video Of The Year - All My Rowdy Friends Are Coming Over Tonight                                          | Country Music Association          |
| 1985 | Male Vocalist of the Year nomination                                                                            | Country Music Association          |
| 1985 | Top Male Vocalist nomination                                                                                    | Academy of Country Music           |
| 1985 | Single Record of the Year nomination - I'm For Love                                                             | Academy of Country Music           |
| 1985 | Entertainer Of The Year nomination                                                                              | Academy of Country Music           |
| 1985 | Album of the Year nomination - Five-O                                                                           | Academy of Country Music           |
| 1985 | Grammy Award for Best Country Vocal Performance, Male nomination - All My Rowdy Friends Are Coming Over Tonight | Grammy Awards                      |
| 1984 | Video Of The Year - All My Rowdy Friends Are Coming Over Tonight                                                | Academy of Country Music           |
| 1984 | Album of the Year nomination - Man of Steel                                                                     | Academy of Country Music           |
| 1984 | Entertainer Of The Year nomination                                                                              | Academy of Country Music           |
| 1983 | Entertainer Of The Year nomination                                                                              | Academy of Country Music           |
| 1982 | Top Male Vocalist nomination                                                                                    | Academy of Country Music           |
| 1981 | Top Male Vocalist nomination                                                                                    | Academy of Country Music           |
| 1980 | Grammy Award for Best Country Vocal Performance, Male nomination - Family Tradition                             | Grammy Awards                      |